# Kremlin Cup 2004
La Kremlin Cup 2004 è stato un torneo di tennis giocato sul cemento indoor. È stata la 15ª edizione del torneo maschile che fa parte della categoria International Series nell'ambito dell'ATP Tour 2004 e la 9ª del torneo femminile che fa parte della categoria Tier I nell'ambito del WTA Tour 2004. Il torneo si è giocato allo Stadio Olimpico di Mosca, in Russia, dall'11 al 17 ottobre 2004.

## Campioni

### Singolare maschile
Nikolaj Davydenko ha battuto in finale  Greg Rusedski con il punteggio di 3–6, 6–3, 7–5

### Singolare femminile
Anastasija Myskina  ha battuto in finale  Elena Dement'eva con il punteggio di 7–5, 6–0

### Doppio maschile
Igor' Andreev /  Nikolaj Davydenko hanno battuto in finale  Mahesh Bhupathi /  Jonas Björkman con il punteggio di 3–6, 6–3, 6–4

### Doppio femminile
Anastasija Myskina /  Vera Zvonarëva hanno battuto in finale  Virginia Ruano Pascual /  Paola Suárez con il punteggio di 6–3, 4–6, 6–2